# オイスターベイ・ロングアイランド鉄道転車台
オイスターベイ駅はオリジナルの転車台が敷地内に現存する数少ないロングアイランド鉄道の駅の1つである。その転車台は、ローカスト・バレー駅から移動されていたこれより小さな転車台を置き換えるために、1902年に建設された。その転車台はアメリカ合衆国国家歴史登録財、オイスターベイ町のランドマークに登録され、a featured site on the Oyster Bay History Walk audio walking tourである。
計画中のオイスターベイ鉄道博物館（英: Oyster Bay Railroad Museum）はその転車台、機関車、鉄道車両およびその停車場を組み入れる予定である。